# Timmy, Tommy e Jimmy
Timmy, Tommy e Jimmy sono tre personaggi immaginari dei fumetti e dei cartoni animati della Disney, noti come i tre porcellini e ispirati all'omonima fiaba europea; esordirono nel cortometraggio animato I tre porcellini del 1933, premiato con il premio Oscar.

## Caratterizzazione
Il primo porcellino (Timmy) suona il flauto e il secondo (Tommy) suona il violino, mentre il terzo (Jimmy) sacrifica il proprio tempo libero per costruire la casa di mattoni dove poi trovano rifugio anche i primi due porcellini meno assennati. I loro nomi originali rispecchiano le loro abilità: Timmy si chiama Fifer Pig ("maiale pifferaio"), Tommy si chiama Fiddler Pig ("maiale violinista"), mentre Jimmy è Practical Pig ("maiale pratico").
Sono perennemente in lotta contro il loro nemico Ezechiele Lupo che vorrebbe mangiarli, mentre suo figlio Lupetto è un loro grande amico.

## Concezione e sviluppo
Inizialmente i porcellini avrebbero dovuto essere solo due nelle intenzioni di Walt Disney, ma poi fu Burt Gillett a spingere per lasciare il numero originale di tre.

### Doppiatori
| Personaggio | Doppiatore nei corti | Doppiatore in House of Mouse | Doppiatore Italiano                  |
| ----------- | -------------------- | ---------------------------- | ------------------------------------ |
| Timmy       | Dorothy Compton      | Cathy Cahn                   | Michela Alborghetti                  |
| Tommy       | Mary Moder           | Pat Musick                   | Tatiana Dessi                        |
| Jimmy       | Pinto Colvig         | Bill Farmer                  | Alessandro Quarta, Massimiliano Alto |

## Accoglienza
L'animatore Chuck Jones ha rimarcato la portata storica dei tre porcellini:
(Chuck Jones)
Secondo il critico Marco Giusti, invece, i porcellini risultano «un po' antipatici nella loro continua vittoria, ma perfetti coi codini a ricciolo, le camicette, i fiocchi, i cappellini».

## Filmografia
- I tre porcellini (Three Little Pigs) (1933)
- Cappuccetto Rosso (The Big Bad Wolf) (1934)
- I tre lupetti (Three Little Wolves) (1936)
- Jimmy porcellino inventore (Practical Pig) (1939)
- The Thrifty Pig (1941)
- Food Will Win the War (1942)

Comprimari ricorrenti della serie House of Mouse - Il Topoclub, compaiono anche nel film spin-off della serie Il bianco Natale di Topolino - È festa in casa Disney (2001) e in alcuni episodi della serie animata I 7N.
Alcuni cameo nei corti Partita di polo e Il campione (entrambi del 1936), All Together (1942), nella sigla de Il club di Topolino negli anni Cinquanta e nel film Chi ha incastrato Roger Rabbit (1988).

## Altri media

### Fumetti
Dopo le apparizioni nei corti animati, sono stati protagonisti di diverse storie a fumetti (per lo più brevi), più di 1000 dal 1936 a oggi.

### Videogiochi
Compaiono inoltre nel videogioco Epic Mickey 2 - L'avventura di Topolino e Oswald.

## Nelle altre lingue
- Finlandese: Veli Viulu, Veli Huilu, Veli Ponteva
- Francese: Nif-Nif, Nouf-Nouf, Naf-Naf
- Greco: Πίγκυ, Πόγκυ, Πάγκυ
- Inglese: Fiddler Pig, Fifer Pig (a volte anche Peter Pig)[3] e Practical Pig
- Italiano: Timmy, Tommy, Jimmy (ma anche Timmi, Tommi, Gimmi)[3]
- Norvegese: Lillebror Gris, Spillebror Gris, Storebror Gris
- Olandese: Knir, Knar, Knor
- Polacco: Świnka Skrzypek, Świnka Świstacz, Świnka Cwaniak
- Portoghese: Heitor, Cícero, Porquinho Prático
- Russo: Ниф-Ниф, Нуф-Нуф, Наф-Наф
- Tedesco: Fiedler, Pfeiffer, Schweinchen Schlau